# Solanum burkartii
Solanum burkartii är en potatisväxtart som beskrevs av Carlos M. Ochoa. Solanum burkartii ingår i släktet skattor som ingår i familjen potatisväxter. Inga underarter finns listade i Catalogue of Life.